# فيل بونس
فيل بونس (بالإنجليزية: Phil Ponce)‏ هو مقدم تلفزيوني أمريكي، ولد في 26 سبتمبر 1949 في إيست شيكاغو في الولايات المتحدة.